# 1094
El 1094 (MXCIV) fou un any comú començat en diumenge del calendari julià.

## Esdeveniments
- Expansió d'un joc de pilota xutada amb els peus al Japó.[cal citació]
- Rodrigo Díaz de Vivar conquereix València.

## Naixements
Països Catalans
- Bernat Umbert, bisbe de Girona